# 阿爾凡德加達菲
41°21′20″N 6°56′42″W / 41.35556°N 6.94500°W
阿爾凡德加達菲（葡萄牙語：Alfândega da Fé），是葡萄牙的城鎮，位於該國東北部，由布拉干薩區負責管轄，面積321.95平方公里，海拔高度555米，2011年人口5,104，人口密度每平方公里15.85人。